# Liste der Ämter im Großherzogtum Hessen
Diese Liste nennt die Ämter im Großherzogtum Hessen.

## Allgemeines
Das Großherzogtum Hessen entstand 1806 aus der Landgrafschaft Hessen-Darmstadt. Neben den ursprünglich hessischen Gebieten hatte die Landgrafschaft nach dem Reichsdeputationshauptschluss 1803 eine Reihe von Gebietserweiterungen erfahren. Die bestehende Ämterstruktur wurde übernommen, nur in einigen Fällen Vereinheitlichungen und Zusammenlegungen durchgeführt. Ämter waren eine Ebene zwischen den Gemeinden und der Landesherrschaft. Die Funktionen von Verwaltung und Rechtsprechung waren hier nicht getrennt. 
Auch die Rechte der mediatisierten früheren Landesherren bestanden als standesherrliche oder grundherrliche Rechte fort.
1816 wurde die Provinz Westfalen an Preußen gegeben. Im Gegenzug erhielt das Großherzogtum die Provinz Rheinhessen. Diese hatte zuvor für fast 25 Jahre zu Frankreich gehört und dessen Verwaltungsstruktur übernommen. Die im Deutschen Reich vorherrschende Ämterstruktur war dort ebenso wie die traditionellen Herrschaftsrechte des Adels beseitigt.
1821 wurde im Großherzogtum auch auf unterer Ebene Rechtsprechung und Verwaltung getrennt und Ämter aufgehoben. Deren bisherige Funktionen in der Rechtsprechung übernahmen Landgerichte, deren bisherige Funktionen in der Verwaltung Landratsbezirke.

## Liste der Ämter

### Provinz Starkenburg
| Herkunft                                                                                     | Bezeichnung                                | Verbleib | Siedlungs- plätze | Anmerkung |
| -------------------------------------------------------------------------------------------- | ------------------------------------------ | --- | ----------------- | --- |
| Vom Großherzogtum Baden durch Staatsvertrag vom 11. November 1810                            | Amt Amorbach                               | Königreich Bayern | 24                | Durch Staatsvertrag vom 30. Juni 1816 an Bayern                                                                                             |
| Aus ehemals kurhessischem Besitz von Frankreich mit Staatsvertrag vom 11. Mai 1810überlassen | Amt Babenhausen                            | Landratsbezirk Seligenstadt und Landratsbezirk Dieburg (Kleestadt und Langstadt)                                                              | 07                | |
| Von Kurmainz durch Reichsdeputationshauptschluss 1803                                        | Amt Bensheim                               | Landratsbezirk Bensheim | 03                | In kurmainzischer Zeit Amtsvogtei im Oberamt Starkenburg                                                                                    |
| Durch Beitritt zum Rheinbund 1806 von den Freiherren von Wambolt                             | Amt Birkenau (Patrimonialgericht Birkenau) | Landratsbezirk Lindenfels | 03                | Patrimonialgericht der Freiherren von Wambolt                                                                                               |
| Durch Beitritt zum Rheinbund 1806 von Löwenstein-Wertheim und Erbach-Schönberg               | Amt Breuberg                               | Landratsbezirk Breuberg | 46                | Standesherrschaft Löwenstein-Wertheim, unterteilt in die Zenten Neustadt, Höchst, Kirch-Brombach und Lützelbach                             |
| Obergrafschaft Katzenelnbogen                                                                | Residenzstadt Darmstadt                    | Landratsbezirk Darmstadt | 01                | Die Residenzstadt war zwar kein Amt, wurde aber in der Struktur der Provinz ähnlich behandelt.                                              |
| Obergrafschaft Katzenelnbogen                                                                | Amt Darmstadt                              | Landratsbezirk Darmstadt und Landratsbezirk Langen (Arheilgen, Braunshardt, Erzhausen, Gräfenhausen, Schneppenhausen, Weiterstadt, Wixhausen) | 17                | |
| Von Kurmainz durch Reichsdeputationshauptschluss 1803                                        | Amt Dieburg                                | Landratsbezirk Dieburg und Landratsbezirk Langen (Ober-Roden, Nieder-Roden)                                                                   | 04                | In kurmainzischer Zeit Amtsvogtei im Oberamt Steinheim                                                                                      |
| Obergrafschaft Katzenelnbogen                                                                | Amt Dornberg                               | Landratsbezirk Dornberg | 12                | |
| Zugesprochen durch den Wiener Kongress und 1816 mit dem Fürstentum Isenburg übernommen       | Amt Dreieichenhain                         | Landratsbezirk Offenbach | 09                | Standesherrschaft Isenburg |
| 1816 mit dem Fürstentum Isenburg übernommen                                                  | Amt Eppertshausen                          | Landratsbezirk Langen | 01                | Patrimonialgericht der Gräfin Lerchenfeld (geb. Groschlag), abgetreten 1825                                                                 |
| Durch Beitritt zum Rheinbund 1806 von der Grafschaft Erbach-Erbach                           | Amt Erbach                                 | Landratsbezirk Erbach | 14                | Standesherrschaft Erbach |
| Durch Beitritt zum Rheinbund 1806 von den Freiherren von Gemmingen                           | Amt Fränkisch-Crumbach                     | Landratsbezirk Reinheim | 07                | |
| Durch Beitritt zum Rheinbund 1806 von der Grafschaft Erbach-Fürstenau                        | Amt Freienstein                            | Landratsbezirk Erbach | 21                | Standesherrschaft Erbach |
| Durch Beitritt zum Rheinbund 1806 von der Grafschaft Erbach-Fürstenau                        | Amt Fürstenau                              | Landratsbezirk Erbach | 14                | Standesherrschaft Erbach |
| Von Kurmainz durch Reichsdeputationshauptschluss 1803                                        | Amt Fürth                                  | Landratsbezirk Lindenfels | 37 (47)           | In kurmainzischer Zeit Amtsvogtei im Oberamt Starkenburg                                                                                    |
| Durch Beitritt zum Rheinbund 1806 von den Herren von Haxthausen                              | Georgenhausen                              | Landratsbezirk Reinheim | 01                | Amt Georgenhausen |
| Von Kurmainz durch Reichsdeputationshauptschluss 1803                                        | Amt Gernsheim                              | Landratsbezirk Bensheim und Landratsbezirk Heppenheim (nur: Wattenheim)                                                                       | 02                | |
| Durch Beitritt zum Rheinbund 1806 von Löwenstein-Wertheim                                    | Amt Habitzheim                             | Landratsbezirk Breuberg | 11                | Standesherrschaft Löwenstein-Wertheim |
| Von Kurmainz durch Reichsdeputationshauptschluss 1803                                        | Amt Heppenheim                             | Landratsbezirk Lindenfels und Landratsbezirk Heppenheim (Stadt Heppenheim)                                                                    | 07                | In kurmainzischer Zeit Amtsvogtei im Oberamt Starkenburg                                                                                    |
| Durch Beitritt zum Rheinbund 1806 von den Freiherren von Wambolt                             | Amt Hetschbach                             | Landratsbezirk Breuberg | 01                | Patrimonialgericht der Freiherren von Wambolt, 1823 an den Staat abgetreten                                                                 |
| Zugesprochen durch den Wiener Kongress und 1816 mit dem Fürstentum Isenburg übernommen       | Amt Heusenstamm                            | Landratsbezirk Seligenstadt | 05                | Standesherrschaft: Schönborn |
| Von Kurmainz durch Reichsdeputationshauptschluss 1803                                        | Amt Hirschhorn                             | Landratsbezirk Hirschhorn | 06                | |
| Familie von Belderbusch durch Rheinbundakte                                                  | Igelsbach                                  | Landratsbezirk Lindenfels | 01                | |
| Kauf von den Grafen von Isenburg 1600                                                        | Amt Kelsterbach                            | Landratsbezirk Langen und Landratsbezirk Dornberg (Ginsheim, Nauheim)                                                                         | 07                | |
| Vom Großherzogtum Baden durch Staatsvertrag vom 11. November 1810                            | Amt Klein-Heubach                          | Königreich Bayern | 1                 | Durch Staatsvertrag vom 30. Juni 1816 an Bayern                                                                                             |
| Durch Beitritt zum Rheinbund 1806 von der Grafschaft Erbach-Schönberg                        | Amt König                                  | Landratsbezirk Breuberg | 03                | Standesherrschaft Erbach |
| Obergrafschaft Katzenelnbogen                                                                | Amt Kürnbach                               | Landratsbezirk Wimpfen | 01                | Kürnbach war ein Kondominat mit dem Großherzogtum Baden                                                                                     |
| Vom Bistum Worms durch Reichsdeputationshauptschluss 1803                                    | Amt Lampertheim                            | Landratsbezirk Heppenheim | 08                | |
| Durch Beitritt zum Rheinbund 1806 von den Freiherren von Gemmingen                           | Patrimonialgericht Laudenau                | Landratsbezirk Erbach | 03                | Teil des erbachischen Amtes Reichenberg; Patrimonialgerichtsbarkeit 1827 an den Staat abgetreten                                            |
| Obergrafschaft Katzenelnbogen                                                                | Amt Lichtenberg                            | Landratsbezirk Reinheim | 30 (19)           | 1820 wurden 11 Orte als Amt Reinheim ausgegliedert.                                                                                         |
| Von Kurpfalz durch Reichsdeputationshauptschluss 1803                                        | Amt Lindenfels                             | Amt Fürth und Amt Waldmichelbach | 39                | 1812 aufgelöst |
| Von Kurmainz durch Reichsdeputationshauptschluss 1803                                        | Amt Lorsch                                 | Landratsbezirk Heppenheim | 07                | In kurmainzischer Zeit Amtsvogtei im Oberamt Starkenburg                                                                                    |
| Durch Beitritt zum Rheinbund 1806 von den Freiherren von Franz Joseph Martin von Albini      | Amt Messel                                 | Landratsbezirk Langen | 01                | Die Patrimonialgerichtsbarkeit wurde bis 1822 von den Albinis ausgeübt.                                                                     |
| Durch Beitritt zum Rheinbund 1806 von den Freiherren von den Freiherren von Frankenstein     | Amt Messenhausen (Messenhäuser Höfe)       | Landratsbezirk Langen | 01                | Die Patrimonialgerichtsbarkeit wurde bis 1822 von den Freiherren von Frankenstein ausgeübt.                                                 |
| Durch Beitritt zum Rheinbund 1806 von der Grafschaft Erbach-Fürstenau                        | Amt Michelstadt                            | Amt Fürstenau | 04                | Standesherrschaft Erbach. 1812 zum Amt Fürstenau, 1821 mit diesem zum Landratsbezirk Erbach                                                 |
| Vom Großherzogtum Baden durch Staatsvertrag vom 11. November 1810                            | Amt Miltenberg                             | Königreich Bayern | 15                | Durch Staatsvertrag vom 30. Juni 1816 an Bayern                                                                                             |
| Vom Bistum Worms durch Reichsdeputationshauptschluss 1803                                    | Amt Neckarsteinach                         | Landratsbezirk Hirschhorn | 05                | |
| Zugesprochen durch den Wiener Kongress und 1816 mit dem Fürstentum Isenburg übernommen       | Amt Offenbach                              | Landratsbezirk Offenbach | 04                | Standesherrschaft Isenburg |
| Von Kurpfalz durch Reichsdeputationshauptschluss 1803                                        | Amt Otzberg                                | Landratsbezirk Dieburg | 15                | |
| 1787 oder kurz davor ausgegliedert aus dem Amt Darmstadt                                     | Amt Pfungstadt                             | Landratsbezirke Bensheim, Dornberg und Reinheim                                                                                               | 12                | |
| Durch Beitritt zum Rheinbund 1806 von der Grafschaft Erbach-Erbach                           | Reichenbach                                | Landratsbezirk Erbach | 18                | Standesherrschaft Erbach, Patrimonialgericht: von Gemmingen; dieser Gemminger Anteil gehörte von 1822 bis 1827 zum Landratsbezirk Reinheim. |
| 1820 aus dem Amt Lichtenberg ausgegliedert                                                   | Amt Reinheim                               | Landratsbezirk Reinheim | 11                | |
| Durch Beitritt zum Rheinbund 1806 von der Grafschaft Erbach-Fürstenau                        | Amt Rothenberg                             | | 04                | Standesherrschaft Erbach |
| Obergrafschaft Katzenelnbogen                                                                | Amt Rüsselsheim                            | Landratsbezirk Dornberg | 10                | |
| Aus der Hanau-Lichtenberger Erbschaft 1736/1773                                              | Amt Schaafheim                             | Landratsbezirk Dieburg und Landratsbezirk Langen (Dietzenbach)                                                                                | 07                | |
| Durch Beitritt zum Rheinbund 1806 von der Grafschaft Erbach-Schönberg                        | Amt Schönberg                              | Landratsbezirk Lindenfels | 16                | Standesherrschaft Erbach |
| Kauf von den Grafen von Erbach 1714                                                          | Amt Seeheim                                | Landratsbezirk Bensheim | 09                | |
| Von Kurmainz durch Reichsdeputationshauptschluss 1803                                        | Amt Seligenstadt                           | Landratsbezirk Seligenstadt | 10                | In kurmainzischer Zeit Amtsvogtei im Oberamt Steinheim                                                                                      |
| Von Kurmainz durch Reichsdeputationshauptschluss 1803                                        | Amt Steinheim                              | Landratsbezirk Seligenstadt | 08                | In kurmainzischer Zeit Amtsvogtei im Oberamt Steinheim                                                                                      |
| Teilung des Kondominats Umstadt 1577                                                         | Amt Umstadt                                | Landratsbezirk Dieburg | 10                | |
| 1812 aus dem Amt Lindenfels und dem Amt Fürth ausgegliedert                                  | Amt Waldmichelbach                         | Landratsbezirk Lindenfels | (39)              | |
| Durch Reichsdeputationshauptschluss 1803                                                     | Wimpfen                                    | Landratsbezirk Wimpfen | 01                | |
| Obergrafschaft Katzenelnbogen                                                                | Amt Zwingenberg                            | Landratsbezirk Bensheim und Landratsbezirk Heppenheim (Jägersburg, Groß-Rohrheim, Großhausen)                                                 | 10                | |

### Provinz Oberhessen
| Herkunft | Bezeichnung                                           | Verbleib | Siedlungs- plätze | Anmerkung |
| --- | ----------------------------------------------------- | --- | ----------------- | --- |
| Aus der Erbschaft von Ludwig IV. von Hessen-Marburg 1604 / 1648                                                                                        | Amt Allendorf an der Lumda                            | Landratsbezirk Gießen und Landratsbezirk Grünberg | 09                | |
| Aus der Erbschaft von Ludwig IV. von Hessen-Marburg 1604 / 1648                                                                                        | Amt Alsfeld                                           | Landratsbezirk Romrod | 41                | |
| Mit der Rheinbundakte 1806 von der Herrschaft Riedesel                                                                                                 | Amt Altenschlirf                                      | Landratsbezirk Herbstein | 17                | Standesherrschaft Riedesel; später: Landratsbezirk Lauterbach                                                                                    |
| 1817 aus der ehemaligen Burggrafschaft Friedberg ausgegliedert                                                                                         | Amt Altenstadt                                        | Landratsbezirk Vilbel | 06                | |
| Zugesprochen durch den Wiener Kongress und 1816, ehemals Fürstentum Isenburg                                                                           | Amt Assenheim                                         | Landratsbezirk Vilbel | 05                | Standesherrschaft Isenburg-Wächtersbach |
| 1464 / 1583 von Kurmainz | Amt Battenberg                                        | Landratsbezirk Battenberg | 14                | |
| 1831 endgültig erworben | Patrimonialgericht Beienheim                          | Landratsbezirk Friedberg | 01                | |
| Aus der Erbschaft von Ludwig IV. von Hessen-Marburg 1604 / 1648                                                                                        | Amt Biedenkopf                                        | Landratsbezirk Gladenbach (alle Orte rechts der Lahn ohne Wolfgruben) und Landratsbezirk Battenberg (alle Orte links der Lahn sowie Wolfsgruben)                                                        | 19                | Hier lag auch das Patrimonialgericht Elmshausen der Familie Döring                                                                               |
| Aus der Erbschaft von Ludwig IV. von Hessen-Marburg 1604 / 1648                                                                                        | Amt Bingenheim                                        | Landratsbezirk Nidda | 10                | |
| Aus der Erbschaft von Ludwig IV. von Hessen-Marburg 1604 / 1648                                                                                        | Amt Blankenstein                                      | Landratsbezirk Gladenbach, Landratsbezirk Gießen (nur Krumbach), Landratsbezirk Battenberg (Grund Breidenbach teilweise), Landratsbezirk Gladenbach (Grund Breidenbach: Roth, Lixfeld, Obereisenhausen) | 45                | Einschließlich des Grund Breidenbach, in dem patrimonialherrliche Rechte bestanden.                                                              |
| 1817 aus der ehemaligen Burggrafschaft Friedberg ausgegliedert                                                                                         | Amt Büdesheim                                         | Landratsbezirk Vilbel | 03                | |
| Zugesprochen durch den Wiener Kongress und 1816, ehemals Fürstentum Isenburg                                                                           | Amt Büdingen                                          | Landratsbezirk Büdingen | 23                | Standesherrschaft Ysenburg-Büdingen, 1822 aufgelöst                                                                                              |
| Aus der Erbschaft von Ludwig IV. von Hessen-Marburg 1604 / 1648                                                                                        | Amt Burg-Gemünden                                     | Amt Homberg an der Ohm | 10                | 1820 aufgelöst |
| Vertraglich von den Vorbesitzern des Kondominats in Teilen 1810, 1822 und 1823 erworben                                                                | Patrimonialgericht Burg-Gräfenrode                    | Landratsbezirk Vilbel | 01                | 1823 aufgelöst |
| Mit der Rheinbundakte 1806 von den Freiherren von Buseck                                                                                               | Amt Busecker Tal („Patrimonialgericht Busecker Thal“) | Landratsbezirk Gießen | 09                | Die Patrimonialgerichtsbarkeit wurde 1827 dem Staat übertragen.                                                                                  |
| Aus der Erbschaft von Ludwig IV. von Hessen-Marburg 1604 / 1648                                                                                        | Amt Butzbach                                          | Landratsbezirk Butzbach | 10                | |
| Aus ehemals kurhessischem Besitz von Frankreich mit Staatsvertrag vom 11. Mai 1810 überlassen                                                          | Amt Dorheim                                           | Kreis Friedberg (1866) | 04                | 1816 an Kurhessen abgetreten, im Friedensvertrag vom 3. September 1866 erneut an das Großherzogtum Hessen.                                       |
| Je Teile durch die Rheinbundakte 1806 und durch den Wiener Kongress, 1816                                                                              | Gemeinschaft Effolderbach Kondominat                  | Landratsbezirk Nidda | 01                | |
| Durch Beitritt zum Rheinbund 1806 von Solms-Wildenfels                                                                                                 | Amt Engelthal                                         | Landratsbezirk Vilbel | 01                | Seitens des Staates wohl zum Amt Altenstadt, seitens des Standesherrschaft aber „Amt Engelthal“                                                  |
| Mit der Rheinbundakte 1806 von der Herrschaft Riedesel                                                                                                 | Amt Freiensteinau                                     | Landratsbezirk Herbstein | 11                | Standesherrschaft Riedesel; später: Landratsbezirk Lauterbach                                                                                    |
| Durch Beitritt zum Rheinbund 1806 | Burggrafschaft Friedberg                              | Landratsbezirk Butzbach (ohne Burg-Gräfenrode) | 13                | 1817 aufgelöst und auf die Ämter Altenstadt, Büdesheim, Friedberg und Großkarben verteilt.                                                       |
| Durch Reichsdeputationshauptschluss 1803 | Stadt Friedberg, ist zugleich das „Amt Friedberg“     | Landratsbezirk Butzbach | 01                | |
| Durch Beitritt zum Rheinbund 1806 von Stolberg | Herrschaft Gedern                                     | Landratsbezirk Nidda | 09                | |
| Durch Beitritt zum Rheinbund 1806 von den Freiherren von Krug von Nidda                                                                                | Geiß-Nidda                                            | Landratsbezirk Nidda | 01                | Kondominat zwischen Hessen (1/20) und Krug von Nidda und anderen (19/20), Patrimonialgerichtsbarkeit 1821 an den Staat abgetreten.               |
| Aus der Erbschaft von Ludwig IV. von Hessen-Marburg 1604 / 1648                                                                                        | Amt Gießen (Stadtamt Gießen)                          | Landratsbezirk Gießen | 01                | |
| Aus der Erbschaft von Ludwig IV. von Hessen-Marburg 1604 / 1648                                                                                        | Amt Gießen (Landamt Gießen)                           | Landratsbezirk Gießen | 28                | Einschließlich des Patrimonialgerichts Busecker Tal                                                                                              |
| Aus der Erbschaft von Ludwig IV. von Hessen-Marburg 1604 / 1648                                                                                        | Amt Grebenau                                          | Amt Alsfeld | 07                | 1820 aufgelöst |
| 1817 aus der ehemaligen Burggrafschaft Friedberg ausgegliedert                                                                                         | Amt Großkarben                                        | Landratsbezirk Vilbel | 04                | |
| Aus der Erbschaft von Ludwig IV. von Hessen-Marburg 1604 / 1648                                                                                        | Amt Grünberg                                          | Landratsbezirk Grünberg | 26                | |
| Durch Beitritt zum Rheinbund 1806 von Solms-Braunfels                                                                                                  | Amt Grüningen                                         | Landratsbezirk Hungen | 01                | Standesherrschaft Solms |
| Aus dem Besitz des Hochstifts Fulda von Frankreich mit Staatsvertrag vom 11. Mai 1810 überlassen                                                       | Amt Herbstein                                         | Landratsbezirk Herbstein | 01                | |
| Durch Beitritt zum Rheinbund 1806 von den Freiherren Schenck zu Schweinsberg                                                                           | Patrimonialgericht Hermannstein                       | Landratsbezirk Gießen | 01                | Das Patrimonialgericht 1822 an den Staat abgetreten                                                                                              |
| Durch Beitritt zum Rheinbund 1806 von der Familie von Günderrode                                                                                       | Gericht Höchst                                        | Landratsbezirk Vilbel | 01                | Patrimonialgericht |
| Aus der Erbschaft von Ludwig IV. von Hessen-Marburg 1604 / 1648                                                                                        | Amt Homberg an der Ohm                                | Landratsbezirk Kirtorf | 15                | |
| Nach der Realteilung des zwischen Nassau-Saarbrücken und Hessen-Darmstadt gemeinsamen Kondominats 1703                                                 | Amt Hüttenberg                                        | Landratsbezirk Gießen | 09                | |
| Durch Beitritt zum Rheinbund 1806 von Solms-Braunfels                                                                                                  | Amt Hungen                                            | Landratsbezirk Hungen | 10                | Standesherrschaft Solms |
| Durch Beitritt zum Rheinbund 1806 von Leiningen-Westerburg                                                                                             | Herrschaft Ilbenstadt                                 | Landratsbezirk Butzbach | 01                | |
| Aus der Erbschaft von Ludwig IV. von Hessen-Marburg 1604 / 1648 / 1650                                                                                 | Amt Itter                                             | Landratsbezirk Vöhl | 19                | Hessen-Darmstadt erhielt 1648 zunächst nur die Hälfte, 1650 die zweite Hälfte.                                                                   |
| Aus der Erbschaft von Ludwig IV. von Hessen-Marburg 1604 / 1648                                                                                        | Kestrich                                              | Landratsbezirk Romrod | 01                | Patrimonialgericht der Freiherren Schenck zu Schweinsberg                                                                                        |
| Aus der Erbschaft von Ludwig IV. von Hessen-Marburg 1604 / 1648                                                                                        | Amt Königsberg                                        | Landratsbezirk Gladenbach (Rosbach, Oberweidbach, Niederweidbach, Bischoffen, Wilsbach), Landratsbezirk Gießen (Königsberg, Frankenbach, Naunheim, Waldgirmes)                                          | 10                | |
| Durch Beitritt zum Rheinbund 1806 von Solms-Laubach | Amt Laubach                                           | Landratsbezirk Hungen | 6                 | Standesherrschaft Solms |
| Mit der Rheinbundakte 1806 von der Herrschaft Riedesel                                                                                                 | Amt Lauterbach                                        | Landratsbezirk Herbstein | 2                 | Standesherrschaft Riedesel; später: Landratsbezirk Lauterbach                                                                                    |
| Durch Beitritt zum Rheinbund 1806 von Solms-Hohensolms-Lich                                                                                            | Amt Lich                                              | Landratsbezirk Hungen | 7                 | Standesherrschaft Solms |
| Durch Beitritt zum Rheinbund 1806 von den Freiherren von Specht                                                                                        | Gericht Lindheim                                      | Landratsbezirk Vilbel | 01                | Patrimonialgericht der Freiherren von Specht |
| Aus der Erbschaft von Ludwig IV. von Hessen-Marburg 1604 / 1648                                                                                        | Amt Lißberg                                           | Landratsbezirk Nidda, Landratsbezirk Schotten (Gerichte Burkhards und Crainfeld) | 07                | |
| Zugesprochen durch den Wiener Kongress und 1816, Patrimonialgericht der Freiherren von Nordeck zur Rabenau                                             | Patrimonialgericht Londorf                            | Landratsbezirk Gießen und Landratsbezirk Grünberg | 08                | Teil des hessischen Amtes Allendorf an der Lumda; Patrimonialgerichtsbarkeit 1822 an den Staat abgetreten                                        |
| Zugesprochen durch den Wiener Kongress und 1816, ehemals Fürstentum Isenburg                                                                           | Amt Marienborn                                        | Landratsbezirk Büdingen | 06                | Standesherrschaft Isenburg-Meerholz, aufgelöst 1822                                                                                              |
| Durch Beitritt zum Rheinbund 1806 von den Freiherren von Wetzel genannt von Carben                                                                     | Melbach                                               | Landratsbezirk Butzbach | 01                | Die Patrimonialgerichtsbarkeit wurde bis 1822 von den Wetzel genannt von Carben ausgeübt.                                                        |
| Zugesprochen durch den Wiener Kongress und 1816, ehemals Fürstentum Isenburg                                                                           | Amt Mockstadt                                         | Landratsbezirk Büdingen | 03                | Standesherrschaft Ysenburg-Büdingen, 1822 aufgelöst                                                                                              |
| Aus ehemals kurhessischem Besitz von Frankreich mit Staatsvertrag vom 11. Mai 1810 überlassen                                                          | Amt Münzenberg                                        | Landratsbezirk Butzbach | 03                | |
| Aus der Erbschaft von Ludwig IV. von Hessen-Marburg 1604 / 1648                                                                                        | Amt Nidda                                             | Landratsbezirk Nidda | 36                | |
| Durch Beitritt zum Rheinbund 1806 von Solms-Hohensolms-Lich                                                                                            | Amt Nieder-Weisel                                     | Landratsbezirk Hungen | 4                 | Standesherrschaft Solms |
| Durch Beitritt zum Rheinbund 1806 von der Grafschaft Solms-Rödelheim                                                                                   | Amt Nieder-Wöllstadt                                  | Landratsbezirk Vilbel | 10                | Standesherrschaft Solms, aufgelöst 1823 |
| Zugesprochen durch den Wiener Kongress und 1816 | Patrimonialgericht Ober-Erlenbach                     | Landratsbezirk Vilbel | 01                | Patrimonialgericht der Grafen von Ingelheim |
| Durch Beitritt zum Rheinbund 1806 von den Freiherren von Frankenstein                                                                                  | Amt Ockstadt                                          | Landratsbezirk Butzbach | 02                | Patrimonialgericht der Herren von Frankenstein, 1822 aufgelöst                                                                                   |
| Durch Beitritt zum Rheinbund 1806 von Stolberg und aus ehemals kurhessischem Besitz von Frankreich mit Staatsvertrag vom 11. Mai 1810 überlassen       | Amt Ortenberg                                         | Landratsbezirk Nidda | 18                | |
| Aus der Erbschaft von Ludwig IV. von Hessen-Marburg 1604 / 1648                                                                                        | Herrschaft Riedesel                                   | Landratsbezirk Herbstein (Gericht Lauterbach, Gericht Engelrod) und Landratsbezirk Grünberg (Ober-Ohmen)                                                                                                | 27                | 1604 / 1648: Nur der Teil, der nicht reichsunmittelbar war. Dieser gliederte sich in: * Zehnt Lauterbach * Gericht Ober-Ohmen * Gericht Engelrod |
| Von Kurmainz durch Reichsdeputationshauptschluss 1803                                                                                                  | Amt Rockenberg                                        | Amt Butzbach | 07                | 1820 aufgelöst |
| Aus ehemals kurhessischem Besitz von Frankreich mit Staatsvertrag vom 11. Mai 1810 überlassen                                                          | Amt Rodheim                                           | Landratsbezirk Vilbel | 05                | |
| Durch Beitritt zum Rheinbund 1806 von Solms-Rödelheim                                                                                                  | Amt Rödelheim                                         | Landratsbezirk Vilbel | 11                | Standesherrschaft Solms |
| Aus der Erbschaft von Ludwig IV. von Hessen-Marburg 1604 / 1648                                                                                        | Amt Romrod                                            | Landratsbezirk Romrod und Landratsbezirk Kirtorf | 20                | |
| Aus der Erbschaft von Ludwig IV. von Hessen-Marburg 1604 / 1648                                                                                        | Amt Rosbach                                           | Amt Friedberg | 02                | 1820 aufgelöst |
| Aus der Erbschaft von Ludwig IV. von Hessen-Marburg 1604 / 1648 (Amt Homberg an der Ohm); das Patrimonialgericht gehörte den Schencken zu Schweinsberg | Patrimonialgericht Rülfenrod                          | Landratsbezirk Kirtorf | 01                | Das Patrimonialgericht ging 1822 an den Staat über.                                                                                              |
| Durch Beitritt zum Rheinbund 1806 von den Grafen von Schlitz genannt von Görtz                                                                         | Amt Schlitz                                           | Landratsbezirk Schlitz | 21                | |
| Aus der Erbschaft von Philipp II. von Hessen-Rheinfels 1583                                                                                            | Amt Schotten                                          | Landratsbezirk Schotten und Landratsbezirk Nidda (Gericht Widdersheim) | 14                | einschließlich Gericht Widdersheim und Gericht Ulfa                                                                                              |
| Durch Beitritt zum Rheinbund 1806 | Ganerbschaft Staden                                   | Landratsbezirk Büdingen | 04                | 1819 aufgelöst |
| Durch Beitritt zum Rheinbund 1806 | Patrimonialgericht Steinfurth                         | Landgericht der Freiherren von Löw und Landratsbezirk Butzbach | 04                | Freiherren Löw von Steinfurth und Ganerbschaft Staden (bis 1819)                                                                                 |
| Aus der Erbschaft von Ludwig IV. von Hessen-Marburg 1604 / 1648                                                                                        | Amt Ulrichstein                                       | Landratsbezirk Schotten (Stadt Ulrichstein und Gericht Bobenhausen) | 22                | |
| Durch Beitritt zum Rheinbund 1806 von Solms-Laubach | Amt Utphe                                             | Landratsbezirk Hungen | 6                 | Standesherrschaft Solms |
| Von Kurmainz durch Reichsdeputationshauptschluss 1803                                                                                                  | Amt Vilbel (ab 1809: Amt Vilbel und Kloppenheim)      | Landratsbezirk Vilbel | 01, später 07     | |
| Zugesprochen durch den Wiener Kongress, ehemals Fürstentum Isenburg, 1816                                                                              | Amt Wenings                                           | Landratsbezirk Büdingen | 11                | Standesherrschaft Isenburg-Birstein, 1822 aufgelöst                                                                                              |
| Aus der Erbschaft von Ludwig IV. von Hessen-Marburg 1604 / 1648                                                                                        | Winnerod                                              | Landratsbezirk Grünberg | 01                | Patrimonialgericht der Freiherren Schenck zu Schweinsberg                                                                                        |
| Durch Beitritt zum Rheinbund 1806 von Solms-Braunfels                                                                                                  | Amt Wölfersheim                                       | Landratsbezirk Hungen | 07                | Standesherrschaft Solms |
| Aus der Erbschaft von Ludwig IV. von Hessen-Marburg 1604 / 1648 (Amt Butzbach); das Patrimonialgericht gehörte den Freiherren Löw zu Steinfurth        | Patrimonialgericht Ziegenberg                         | Landgericht der Freiherren von Löw und Landratsbezirk Butzbach | 02                | |

### Provinz Westfalen
1802 gelangten die Ämter als Teil des Herzogtums Westfalen an die Landgrafen von Hessen-Darmstadt. Am 22. September 1807 trat ein Gesetz zur Neueinteilung des Herzogtums in 18 Ämter in Kraft. Pro Amt gab es einen Justizamtmann, der am Amtsort, mindestens aber im Bezirk residieren musste und der Regierung verantwortlich war. Die Städte waren spätestens seit 1809 vollständig in die Gerichtsbarkeit einbezogen. Sie mussten zudem dem Amtmann jetzt ihren Etat zur Genehmigung vorlegen. Die adligen Gerichtsherren behielten innerhalb ihrer Grundherrschaften die niedere Gerichtsbarkeit.
Die Ämter im Jahr 1807 waren:
- Arnsberg
- Attendorn
- Balve
- Belecke
- Bilstein
- Brilon
- Erwitte
- Eslohe
- Fredeburg
- Geseke
- Marsberg
- Medebach
- Menden
- Meschede
- Oestinghausen
- Olpe
- Rüthen
- Werl

Die 1802 mit den übrigen Gebieten okkupierte Volkmarsen gelangte 1806 nacheinander an verschiedene Herren. 1816 erwarb Preußen das Herzogtum Westfalen. Ein Jahr danach trat es die Stadt Volkmarsen an Hessen-Kassel ab. 